# Open Firmware
Open Firmware (OpenBoot) — стандарт, определяющий интерфейсы компьютерной прошивки, необходимой для начальной настройки узла и загрузки операционной системы. Разработан Sun Microsystems и применялся компаниями Sun (впоследствии — Oracle), Apple, IBM и другими производителями не-x86-компьютеров (на x86-машинах традиционно применяется BIOS). Open Firmware позволяет системе загружать платформенно-независимые драйверы напрямую из PCI.
Доступ к Open Firmware может осуществляться с помощью командной оболочки на языке Forth. Большая часть кода разработана на языке Forth. Код Forth может быть скомпилирован в байт-код FCode, независимый от таких деталей компьютерной архитектуры, как набор инструкций и иерархия памяти. Поэтому Open Firmware предоставляет платформенно-независимые средства для диагностики во время загрузки и для конфигурирования. FCode является очень компактным, например, драйвер диска может занимать 1—2 килобайта.
Несколько коммерческих продуктов на основе Open Firmware были переданы в свободное использование в 2006 году, включая Sun OpenBoot, Firmworks OpenFirmware и Codegen SmartFirmware; проект OpenBIOS, также реализующий спецификацию, изначально с конца 1990-х годов выпускался под лицензией GPL.

## Доступ
На системах Sun SPARC интерфейс Open Firmware (OpenBoot) доступен до начала загрузки операционной системы. Доступ во время работы системы осуществляется нажатием комбинации клавиш Stop+A (L1+A). В операционной системе Solaris для изменения конфигурации OpenBoot существует команда eeprom.
На компьютерах Macintosh на основе PowerPC доступ к Open Firmware осуществляется нажатием сочетания ⌘ Cmd+⌥ Option+O+F при включении. Эта функциональность в основном используется разработчиками; для конечных пользователей существует доступ через графический интерфейс. Некоторые изменения можно осуществить с помощью команды nvram.
На Pegasos доступ осуществляется нажатием клавиши Esc.
На системах IBM POWER, Open Firmware доступен через SMS Boot Menu, которое вызывается нажатием 1 или F1 во время загрузки.